# Ramón Muttis
Ramón Muttis (12 de março de 1899 - 12 de janeiro de 1955) foi um futebolista argentino que foi vice-campeão, pela seleção de seu país, da Copa do Mundo FIFA de 1930, realizada no Uruguai.